# Barbara Dobrzańska
Barbara Dobrzańska – polska śpiewaczka operowa (sopran).
Solistka oper niemieckich: Trierer Theater (1995-2000) i Badisches Staadstheater Karslsruhe (od 2002). Współpracowała również m.in. z Semperoper Dresden. Odtwórczyni ponad 60 ról operowych. Laureatka międzynarodowych konkursów wokalnych.

## Nagrody i wyróżnienia
- 1991: Międzynarodowy Konkurs Sztuki Wokalnej im. Ady Sari w Nowym Sączu – III nagroda[4]
- 1992: Międzynarodowy Konkurs Wokalny im. Stanisława Moniuszki w Warszawie – II nagroda[5]
- 1994: Ogólnopolski Konkurs Wokalistyki Operowej im. Adama Didura w Bytomiu – wyróżnienie[6]

## Partie operowe
- Amelia (Bal maskowy, Verdi)
- Donna Anna (Don Giovanni, Mozart)
- Elżbieta (Don Carlos, Verdi)
- Lady Makbet (Makbet, Verdi)
- Madame Butterfly (Madame Butterfly, Puccini)
- Marta (Pasażerka, Weinberg)
- Micaela (Carmen, Bizet)
- Mimi (Cyganeria, Puccini)
- Tosca (Tosca, Puccini)